# Tom DeLonge
Thomas Matthew Delonge Jr. (Poway, Kalifornija, 13. prosinca 1975.) američki je glazbenik i producent. Najpoznatiji je kao bivši gitarist i jedan od dva pjevača pop punk sastava Blink-182, te kao gitarist i pjevač alternativnog rock sastava Angels & Airwaves. Suosnivač je oba sastava. 

## Životopis
DeLonge je rođen u Powayu, California. Prvi instrument koji je svirao bila je truba, koju je dobio kao Božićni dar s 11 godina. Iako ga je glazba zanimala, DeLonge je prvo htio biti vatrogasac. Prvi put je uzeo gitaru u ruke u lokalnoj Crkvi te mu se gitara jako svidjela. Prvu gitaru je dobio kao Božićni dar od dva prijatelja u šestom razredu "napola slomljena, jedva u funkciji gitara koja je vrijedila $30."

## Sastavi
DeLonge je s prijateljem Markom Hoppusom osnovao Blink-182, koji će postati jedan od najpopularnijih sastava 2000.-ih. Blink-182 se raspao 2005., te je nakon toga DeLonge osnovao sastav Angels & Airwaves. DeLonge je osnovao i sastav Box Car Racer s kolegom iz Blink-182 Travisom Barkerom, koji mu je bio "projekt" i trajao je samo 2 godine, makar je DeLonge nedavno počeo davati nade da bi se sastav mogao ponovno okupiti.

## Glazbena karijera

### Blink-182 (1992. – 2005.; 2009. – 2015.)
DeLonge se 2000. prisjetio prvog susreta: "Kad sam prvi put vidio Marka, trčali smo goli unaokolo, radeći svakakve gluposti. Znali smo skejtati po cijele noći ljuteći zaštitare, i stalno smo se zabavljali." U ožujku 1992., Markova sestra Anne ih je međusobno upoznala te su Hoppus i DeLonge odmah počeli svirati u DeLongeovoj garaži.  Da impresionira DeLongeu, Hoppus se popeo na vrh ulične svjetiljke ispred DeLongeova doma, no slomio je gležnjeve pri spuštanju te je idućih nekoliko tjedana proveo na štakama. DeLonge je pozvao starog srednjoškolskog prijatelja Scotta Raynora da bude bubnjar u novom sastavu, prvotno nazvanom Duck Tape, kasnije preimenovan u Blink.
Blink je izdao više demosnimki u 1993. i privukao pozornost lokalne izdavačke kuće Cargo Music, pod čijim su okriljem u veljači 1994. izdali debitantski album Cheshire Cat. Sastav je brzo postao uspješan diljem južne Kalifornije, odlazeći iduće dvije godine na turneje u svojem kombiju. Nakon što je irski pop sastav istog imena zaprijetio tužbom, Blink je svojem imenu dodao "-182", broj koji je Hoppus nasumce izabrao.
Sastav se preselio u Encinitas 1996., gdje će snimiti drugi album Dude Ranch s producentom Markom Trombinom. Blink-182 je snimio album s kućom Cargo Records, ali su 1998. prešli pod MCA kako bi uspješno i kvalitetno distribuirali novi album. Dude Ranch je izdan 1997. i ostvario je solidan uspjeh; prodan je u 1.5 milijuna primjeraka. Singl "Dammit" je također ostvario dobar uspjeh na američkim rock ljestvicama, a sastav je doživio relativan komercijalni uspjeh. 
Hoppus i DeLonge izbacili su Raynora usred američke turneje 1998. nakon što je njegov alkoholizam počeo utjecati na rad sastava. Hoppus i DeLonge su tada zamolili bubnjara Travisa Barkera iz pratećeg sastava The Aquabats da zamijeni Raynora do kraja turneje te su, nakon što su se oduševili njegovim umijećem, zamolili Barkera da se pridruži sastavu.
Sastav je izdao ključni album Enema of the State u lipnju 1999. koji je ostvario veliki komercijalni uspjeh, ponajviše zbog uspješnih singlova "What's My Age Again", "All the Small Things" i "Adam's Song". Nakon što su izdali live album The Mark, Tom, and Travis Show (The Enema Strikes Back!) u studenom 2000., sastav je ušao u studio i počeo snimati četvrti studijski album Take Off Your Pants and Jacket, izdan u lipnju 2001. Album je očuvao popularnost i komercijalni uspjeh sastava.
Nakon nastupanja sa sporednim sastavom Box Car Racer veći dio 2002. DeLonge i Barker vratili su se u Blink-182 kako bi snimili istoimeni peti studijski album, izdan u studenom 2003. I taj album je nastavio komercijalni uspjeh prethodnih albuma, te dobio i pohvale kritike: Blink-182 predstavio je sastav u zrelijem svjetlu od prijašnjih albuma, a sastav je u svoj uobičajeni pop punk zvuk ugradio i eksperimentalne elemente, inspirirani promjenom načina života (svi članovi sastava postali su očevi prije izdavanja albuma) i sporednim sastavima (Box Car Racer i Transplants). 
Međutim, porasla je napetost među članovima jer je DeLonge pri kraju 2004. htio otkazati turneju i uzeti odmor od šest mjeseci. Naposljetku, sastav je u veljači 2005. objavio "neodređenu pauzu". DeLonge je osnovao Angels & Airwaves, dok su Hoppus i Barker nastavili uajedno svirati u sastavu +44. U kolovoz u 2008. producent sastava Jerry Finn preminuo je od moždanog krvarenja, a nedugo zatim Barker je jedva preživio avionsku nesreću, zadobivši opekline drugog i trećeg stupnja po većini tijela. Oba događaja postat će katalizatori za ponovno okupljanje sastava; DeLonge se 2009. prisjetio: "Da se ta nesreća nije dogodila, ne bismo bili sastav. Kratko i jasno. To je bila sudbina." 
Sastav je objavio povratak na 51. dodijeli nagrada Grammy u veljači 2009., a turneja koja je uslijedila obilježena je dobro je bila prihvaćena od publike i kritike. Europska turneja održana je u ljeto 2010., a između ostalog sastav je predvodio koncerte u Readingu i Leedsu. 
Mark Hoppus, frontmen Blink-182, također je potvrdio da će prvi singl s predstojećeg albuma biti "Up All Night". Od kolovoza do listopada 2011. sastav je predvodio Honda Civic turneju, za čijeg je trajanja 27. rujna 2011. izdan šesti studijski album Neighborhoods, koji je također dobio pozitivne kritike. Također, u sklopu promocije novog albuma, ali i 20. obljetnice osnutka sastava, 2012. održat će se koncerti po SAD-u i Europi. 
Blink-182 se smatra jednim od prvoboraca suvremenog pop punka, inspirirajući mnogobrojne izvođače tokom svojeg postojanja.
Tom DeLonge, napustio je blink-182 2015. godine kako bi se posvetio svom istraživanju izvanzemaljaca i NLO-a.

### Box Car Racer (2001. – 2003.)
Tom DeLonge je 2001. godine osnovao sastav Box Car Racer zajedno s kolegom iz Blink-182 Travisom Barkerom te gitaristom sastava Hazen Street Davidom Kennedyjom. DeLonge je osnovao ovaj sastav sa željom da pokuša napisati mračnije pjesme za koje je mislio da nisu prikladne za njegov tadašnji sastav Blink-182. Sastav je objavio jedan album te nakon kratke turneje sastav prestaje s djelovanjem. 

### Angels & Airwaves (2005.- danas)
Angels & Airwaves je američka super grupa koju je DeLonge osnovao nakon prekida s njegovim sastavom Blink-182. 

## Osobni život
DeLonge se 26.5.2001 oženio za svoju djevojku, Jennifer Jenkins, s kojiom je hodao od 1996. Oni su bili prijatelji još iz srednje škole. 2. prosinca 2000. Na vjenčanju im je svirao sastav Jimmy Eat World. Žive sa svojim psima u Del Maru u Californiji. Imaju kćer Elizabeth rođenu 2002. te sina Jonas Rocket rođenog 2006.

## Diskografija
Blink-182
- Flyswatter (1993.) (demo album)
- Demo #2 (1993.) (demo album)
- Buddha (1994.) (demo album)
- Cheshire Cat (1995.)
- They Came to Conquer... Uranus (1995.) (EP)
- Dude Ranch (1997.)
- Enema of the State (1999.)
- The Mark, Tom, and Travis Show (The Enema Strikes Back!) (2000.)
- Take Off Your Pants and Jacket (2001.)
- Blink-182 (2003.)
- Greatest Hits (2005.)
- Neighborhoods (2011.)
- Dogs Eating Dogs (EP) (2012.)

Box Car Racer
- Box Car Racer (2002.)

Samostalno
- To the Stars... Demos, Odds and Ends (2015.)

Angels and Airwaves
- We Don't Need to Whisper (2006.)
- I-Empire (2007.)
- Love (2010.)
- Love: Part 2 (2011.)
- The Dream Walker  (2015.)
- ...Of Nightmares (EP) (2015.)
- Chasing Shadows (EP) (2016.)